# (2730) Barks
(2730) Barks (1981 QH; 1935 FQ; 1935 HC; 1963 SP; 1972 TJ5; 1975 EM1) ist ein ungefähr 16 Kilometer großer Asteroid des mittleren Hauptgürtels, der am 30. August 1981 vom US-amerikanischen Astronomen Edward L. G. Bowell am Lowell-Observatorium, Anderson Mesa Station (Anderson Mesa) in der Nähe von Flagstaff, Arizona (IAU-Code 688) entdeckt wurde.

## Benennung
(2730) Barks wurde nach dem bekannten US-amerikanischen Comicautor und -zeichner sowie Cartoonist und Maler Carl Barks (1901–2000) benannt und als der bekannteste Disneyzeichner gilt sowie zahlreiche Comic-Figuren des von Entenhausen wie Dagobert Duck erschuf. Die Benennung wurde von Peter Thomas von der Cornell University vorgeschlagen.